# Promjenjiva sumporača
Promjenjiva sumporača (latinski: Aplysina aerophoba) vrsta je spužve iz porodice Aplysinidae. Živi u Sredozemnom moru i u istočnom dijelu Atlantskog oceana, ali je najrasprostranjenija u Jadranskom moru. Ime je dobila po promjeni boje pri vađenju iz mora; najprije postaje zelena, a nakon toga prelazi u tamnoljubičastu boju.

## Opis
Intenzivno je žute boje. Građena je od više okomitih cjevastih izraslina nalik prstima duljine do 5 cm i promjerom do 1 cm. Svaka izraslina na kraju ima izlaznu cijev. Površina je skliska na dodir i prekrivena sitnim trnovitim tvorbama.

## Razmnožavanje
Promjenjiva sumporača je dvospolac; ispušta spolne stanice u vodu nakon čega dolazi do njihove oplodnje. Ličinke su planktonske te nakon pronalaska pogodne lokaciju prolaze preobrazbu nakon čega prelaze u oblik mladih spužvi. Može se i nespolno razmnožavati pupanjem.